# Camponotus exiguoguttatus
Camponotus exiguoguttatus é uma espécie de inseto do gênero Camponotus, pertencente à família Formicidae.